# ليلى في العراق (فلم)
ليلى في العراق فيلم دراما، وغنائي عراقي لعام 1949 أخرجه المخرج المصري أحمد كامل مرسي الذي شارك في كتابة السيناريو مع محمد سلمان الملحن اللبناني الذي شارك في البطولة، وقدم الحان الفيلم، وكتب الحوار العراقي سليم بطي. قام بإدارة التصوير الفنان اوهان الأرمني الجنسية، والمولود بمصر (1913 - 2001). قام بالبطولة جعفر السعدي، وإبراهيم جلال، ونورهان، وعبد الله العزاوي، وعفيفة إسكندر، ومحمد سلمان. يروي الفيلم قصة فتاة تدفعها أسرتها للزواج من شاب ثري لا تربطها به أي عاطفة.
صدر الفيلم إلى دور العرض المصرية في 15 ديسمبر 1949، وعرض أيضا في العراق في نفس الشهر عام 1949 في سينما روكسي.
منح موقع قاعدة بيانات الأفلام العربية، «السينما.كوم»، الفيلم درجة 4.7/ 10.

## طاقم التمثيل
البطولة: جعفر السعدي - إبراهيم جلال - عفيفة إسكندر - محمد سلمان - نورهان - عبد الله العزاوي -  ياس علي الناصر.
بالاشتراك مع: منيرة محمد – فائق القيماقجي – أمل توفيق – حكمت بشير – أنيس خلف – هجران – هادي حمدي.

## تعريف بأبطال الفيلم
جعفر السعدي: (1921 – 2005) ممثل عراقي، كانت بدايته الفنية من خلال المسرح عام 1934. التحق بمعهد الفنون الجميلة في بغداد وتخرج عام 1945، ثم التحق بالبعثة العلمية إلى الولايات المتحدة الأمريكية للحصول على شهادة الماجستير في الإخراج المسرحي من معهد الفنون في شيكاغو.
إبراهيم جلال: (1921 – 1991) حقق شهرة في الرياضة بعد حصوله على بطولة العراق في الملاكمة بوزن الريشة (1938 – 1939)، وفي القفز العريض (1940- 1941)، ورمي القرص (1943- 1944)، وعند تخرجه من قسم التمثيل بمعهد الفنون الجميلة عام 1945، مثل في أفلام: (القاهرة – بغداد) إخراج أحمد بدرخان، و (عليا وعصام) إخراج الفرنسي أندريه شوتان، و (ليلى في العراق).
عفيفة إسكندر: (1921 – 2012) مطربة عراقية ظهرت لأول مرة في ملهى صغير بمدينة أربيل في الثلاثينيات. سافرت إلى القاهرة عام 1938 وعملت مع فرقة (بديعة مصابني)، وفرقة تحية كاريوكا، وأبرز مشاركاتها كانت التمثيل في فيلم (يوم سعيد) مع محمد عبد الوهاب، وفاتن حمامة، وغنت أغنية في الفيلم، ولكن تم حذفها لطول مدة العرض التي تجاوزت الساعتين. عادت واستقرت في العراق.
نورهان: ولدت نورهان في دمشق، لأب وأم شركسيَين، وتزوجت في عمر 13 سنة، وانتقلت مع زوجها إلى القاهرة. عملت كومبارس في السينما، وتعرفت على فريد الأطرش، وآخرين مهدوا لها الدخول في مجال الغناء. تعرفت على الملحن اللبناني محمد سلمان أثناء عملها معه في فيلم «الخير والشر» عام 1946،

## أغاني الفيلم
يقدم محمد سلمان العديد من الألحان في الفيلم بمصاحبة فرقة موسيقى ستوديو بغداد (بقيادة داود أكرم، وإبراهيم داود)، وبالإضافة لغناء أبطال الفيلم محمد سلمان، وعفيفة إسكندر، تغني المطربة راوية، وأيضا نورهان وهي زوجة محمد سلمان في هذه الفترة.

## أحداث الفيلم
تبدأ الأحداث في بيت السيد حكمت في لبنان، حيث يقيم مع ابنتيه ليلي، ونجوى. يسعى الأب حكمت لتزويج ابنته الكبيرة ليلى لشاب ثري، ولكن ليلى لا توافق، وأيضا لا تقوى على مواجهة ابيها، ولهذا تلجأ إلى عمها عبد الكريم وإبنته إلهام. يعتقد عبد الكريم انه قادر على الضغط على حكمت للاستماع لصوت العقل، ولكن الأب يعتقد ان سعادة ابنته في زواجها من الثري. يضطر العم إلى السفر مع ابنته إلهام إلى بغداد بسبب مرض أم الهام الخطير. يقام حفل الزفاف وترتدي ليلى فستان العروس، ولكنها لا تقوى على الاستمرار في لعب هذا الدور، وتلوذ بالفرار في ليلة زفافها. تحاول ليلى الانتحار غرقاً، وتشاهد فتاة تلقي بنفسها في البحر، وازعجها المشاهد، وصرخت طلباً للمساعدة دون جدوى، وسمعت آخر كلمات الفتاة المنتحرة وهي تصرخ: «سامحني يا رب.. سامحني يا رب»، وأدخلت هذه الكلمات طمأنينة شديدة على قلب ليلى، وتخلصت من فكرة الانتحار. ترحل ليلى إلى العراق لتعيش في بيت عمها، بصحبة إبنته إلهام. يظهر أسعد في حياة ليلى، وهو شاب من العائلة يصطحبها مع إلهام للخروج، والترفيه، ويدعوهم لمباراة ملاكمة على البطولة، حيث يسعى صديقة الملاكم إبراهيم جلال للفوز بالبطولة. تغني ليلى في حفل تقيمه إلهام، ويحضر المطرب اللبناني أنور حمدي، صديق الملاكم إبراهيم، ويعجب بغناء ليلى، ويقوم بمشاركتها في الغناء. يحدث تآلف بين ليلى وأنور، وتبدأ في مواعدته. يلاحظ العم ما يحدث بين ليلى، والمطرب أنور. تتوالى الأحداث والأزمات بين ليلى، وأنور ولكن الحب ينتصر.

## استقبال الفيلم
كتب قحطان جاسم جواد على موقع الجزيرة: «عرض فيلم» عليا وعصام" في سينما روكسي في بغداد، في عام 1949، وهو أول فيلم يصور، وينتج بالكامل في العراق، ويعتبره النقاد عيدا للسينما العراقية ... ثم جاء في نفس العام فيلم "ليلى في العراق"، وعرض في بغداد بسينما روكس، وهو ضمن أفلام السينما الواقعية، ولم يحقق شيئا يذكر، وفشل في تحقيق أي مكاسب جماهيرية، حسب ما أكده الناقد مهدي عباس، وأثر ذلك توقف أستديو بغداد عن الإنتاج السينمائي".
كتب أحمد راشد الفهداوي على موقع ملاحق المدى، عن الحياة الثقافية في مدينة بغداد (1939 – 1958)، وجاء فيه: «قامت شركة ستوديو بغداد بإنتاج فيلمها الثاني» ليلى في العراق«... تم عرضه عام 1949 في سينما روكسي... توقفت عملية إنتاج الأفلام السينمائية، بعد انسحاب المنتجين منها بسبب الخسائر المالية التي تعرضوا لها».

## روابط خارجية
- مقالات تستعمل روابط فنية بلا صلة مع ويكي بيانات